# Scott 2
Pour les articles homonymes, voir Scott.
Albums de Scott Walker
Scott
(1967) Scott 3
(1969)
Scott 2 est le deuxième album studio de Scott Walker sorti en 1968. Comme le précédent, il comporte des reprises de chansons contemporaines (Black Sheep Boy, The Windows of the World), des reprises de Jacques Brel (Jackie, Next, The Girls and the Dogs), des chansons de films (Wait Until Dark, Come Next Spring) et ses propres chansons (The Amorous Humphrey Plugg, The Girls from the Streets, Plastic Palace People, The Bridge).
L'album est cité dans l'ouvrage de référence de Robert Dimery Les 1001 albums qu'il faut avoir écoutés dans sa vie.

## Titres
| 1. | Jackie                     | Jacques Brel, Gérard Jouannest, Mort Shuman | 3:23 |
| 2. | Best of Both Worlds        | Mark London et Don Black                    | 3:14 |
| 3. | Black Sheep Boy            | Tim Hardin                                  | 2:39 |
| 4. | The Amorous Humphrey Plugg | Noel Scott Engel                            | 4:31 |
| 5. | Next                       | Jacques Brel et Mort Shuman                 | 2:50 |
| 6. | The Girls from the Streets | Noel Scott Engel                            | 4:11 |

| 7.  | Plastic Palace People  | Noel Scott Engel                            | 6:06 |
| 8.  | Wait Until Dark        | Henry Mancini, Jay Livingston et Ray Evans  | 2:59 |
| 9.  | The Girls and the Dogs | Jacques Brel, Gérard Jouannest, Mort Shuman | 3:10 |
| 10. | Windows of the World   | Burt Bacharach et Hal David                 | 4:25 |
| 11. | The Bridge             | Noel Scott Engel                            | 2:50 |
| 12. | Come Next Spring       | Lenny Adelson                               | 3:24 |